# Kv DOSKampen/Veltman
Kv DOSKampen/Veltman is een korfbalvereniging uit de Nederlandse plaats Kampen.
De naam DOS staat voor: "Door Oefening Sterk"
De clubkleuren zijn geel/zwart, met een zwarte broek of rok.

## Geschiedenis
Kv DOSKampen werd opgericht in 1937 en telt momenteel 375 leden en is daarmee een van de grootste verenigingen in Noordwest-Overijssel. De club speelt haar thuiswedstrijden op sportpark de Maten en beschikt daar over een eigen kantine en 3 kunstgrasvelden. Tijdens de zaalperiode worden de wedstrijden gespeeld in sporthal de Reeve en sporthal Cellesbroek.
De wedstrijden voor het wedstrijdkorfbal worden afgewerkt in de Reeve, de meeste andere (jeugd)wedstrijden in de Cellesbroek.
Kv DOSKampen was eerder bekend onder de naam DOSKA en was samen met voetbal, gym en basketbal onderdeel van sv DOS Kampen.
Na wat interne strubbelingen is de korfbalafdeling zelfstandig verdergegaan, eerst onder de naam kv DOS Kampen en sinds 2008 onder de naam kv DOSKampen/Veltman.

## Accommodatie
In 2008 werden ook de nieuwe kantine en de nieuwe velden betrokken op sportpark de Maten.
Na wat omzwervingen over het sportpark zit de club weer op haar oude stek, vooraan bij de ingang van het sportpark.
Zowel in de zaal als op het veld kan de club bij thuis- en uitwedstrijden rekenen op een flinke supportersschare, ook wel de Duckside genoemd.
Vooral bij de thuiswedstrijden in de zaal, als er gemiddeld zo'n 300 man op de tribunes zit, is dit een voordeel voor de club.

## Recente geschiedenis
In 2011 beleefde de club haar grootste succes tot nu toe, in de zaal werd het kampioenschap in de Overgangsklasse binnengehaald, hierdoor speelt de hoofdmacht van de club, in het seizoen 2011/2012, voor het eerst in haar bestaan in de Hoofdklasse.
Op het veld zal dat seizoen in de Overgangsklasse worden gespeeld.
In april 2011 heeft de club 28 teams in competitie, 4 seniorenteams, 2 midweekteams, 2 juniorenteams, 6 aspirantenteams en 14 pupillenteams, ook is er op de zaterdag een groep welpen aan het trainen.
De 3 hoogste seniorenteams spelen wedstrijdkorfbal, evenals alle hoogste jeugdteams, A1, B1 en D1, de rest van de teams speelt het zogenoemde breedtekorfbal.
Op 11 april 2012  heeft de club haar 75-jarig bestaan gevierd.